# Лал, Рамчандра
Рамчандра Лал (хинди रामचन्द्र लाल, 1821 — 1880) — индийский математик, переводчик, журналист времен британского владычества в Индии.

## Биография
Происходил из касты каястха, то есть «писарь», что отражает традиционную роль касты как хранителей государственных записи и администраторов государства, занимали высшие должности в империи Великих Моголов. Получил сначала домашнее образование, затем учился в Делийском колледже, который был открыт в 1825 году. Впоследствии становится учителем в том же самом колледже. В это время заинтересовался математикой, особенно алгеброй. В течение некоторого времени преподавал в Калькутте. В 1858 году назначается директором строительного колледжа Томисона в Рурки (сегодня Индийский технический институт). Однако в том же году переехал в Дели, где возглавил Делийский колледж.

## Математика
Его самым значимым трудом является «Трактат по проблемам максимы и минимы». Ее популяризатором выступил известный британский математик Аугустус де Морган.

## Просвещение
Рамчандра Лал в 1848 году основал на урду литературный журнал «Мухиб-е хинди» и научно-исторический еженедельник «Фаваид ун-наблюдающий» («Благо читателей»), при помощи которого знакомил урдуязычное население с достижениями науки и культуры стран Востока и Запада. Для этого переводил произведения как современных английских ученых и философов, так и средневековых.